# Fort Hoofddijk
Het Fort Hoofddijk is in 1877 – 1879 ten oosten van Utrecht gebouwd als onderdeel van de Nieuwe Hollandse Waterlinie. Als gevolg van de vooruitgang in geschut en explosieven was de fortenkring die in de jaren '20 van de 19e eeuw rond Utrecht was gebouwd verouderd geraakt, en werd er in de jaren zeventig van de 19e eeuw een nieuwe vooruitgeschoven kring van forten rond de stad aangelegd.
Het Fort Hoofddijk is gebouwd ter verdediging van het acces de Hoofddijk, de hooggelegen Hoofddijk zou bij een inundatie boven water blijven uitsteken. Verder gaf het fort flankerende vuurondersteuning van de aangrenzende forten bij Rijnauwen en Voordorp.
Fort Hoofddijk werd in de derde bouwfase van de Nieuwe Hollandse Waterlinie gebouwd. Het maakte deel uit van de zogenoemde tweede, vooruitgeschoven, fortenkring rondom Utrecht die toen op zo’n 3500 à 4000 meter van de toenmalige stadsrand lag. Het is een relatief klein fort met een oppervlakte van circa 1,5 hectare. Het terrein is maximaal 200 meter lang en niet groter dan 100 meter breed. Het is geheel omgeven door een natte gracht.
Het werk omvat onder meer een bomvrije kazerne en drie remises. De bomvrije kazerne A is gemaakt van bakstenen en telt twee verdiepingen. In de gevel is een stichtingssteen met het jaartal 1879. De kazerne is voorzien van een dikke aarddekking, zodat het metselwerk niet werd blootgesteld aan directe treffers. Alleen de keelzijde is onbedekt. Het interieur omvat zware gemetselde gewelven. De kazerne is via een poterne verbonden met de aan de frontzijde ervan gelegen bomvrije remise/munitiedepot B. Deze remise is in dezelfde tijd gebouwd, maar heeft een verdieping. Net als de kazerne is ook dit gebouw aan drie zijden en bovenop van een dikke aarddekking voorzien, zodat het metselwerk niet direct door vijandelijke granaten werd getroffen. De oorspronkelijke fortwachterswoning ten zuiden van de toegang van het fort is gesloopt.
Sinds 1963 is het fort in bezit van de Universiteit Utrecht, die een botanische tuin aanlegde. Tegenwoordig maakt het complex Fort Hoofddijk deel uit van de Botanische Tuin Fort Hoofddijk in De Uithof. In het pand zelf wordt geofysisch en paleomagnetisch onderzoek voor de faculteit Aardwetenschappen verricht.

## Beschermd als rijksmonument
Het fort kent een beschermde status als rijksmonument. Om precies te zijn, zijn er 9 onderdelen op het fort die een inschrijving in het rijksmonumentenregister hebben. Een overzicht hiervan is te vinden in de Lijst van rijksmonumenten op Fort Hoofddijk.